# Żółw egipski
Żółw egipski (Testudo kleinmanni) – gatunek żółwia z rodziny żółwi lądowych (Testudinidae), jeden z najmniejszych jej przedstawicieli. Występuje u wybrzeży Morza Śródziemnego od zachodniej Libii do Izraela. W Czerwonej księdze gatunków zagrożonych IUCN klasyfikowany jest jako gatunek krytycznie zagrożony.

## Wygląd

### Rozmiary
Karapaks samic ma do 14,4 cm długości, a ich masa dochodzi do 400 g. Samce są mniejsze, maks. 10,5 cm długości i 200 g masy ciała.

### Opis
Karapaks jest owalny, mocno wysklepiony i głęboko wcięty nad karkiem. Ma jednolite ubarwienie – żółtobrązowe do oliwkowego. Czasem na płytkach grzbietowych ciemniejsze obrzeżenie. Ich plastron jest jasny, pokryty ciemnymi plamkami. Ma małą głowę z ciemnobrązowymi, błyszczącymi oczyma.

## Środowisko
Zamieszkują obszary z niezbyt bujną roślinnością w strefie gorącego klimatu, gdzie drzewa praktycznie nie występują. W cieplejsze dni ukrywają się pod kępami roślin lub kamieniami. Na obszarze jego występowania panuje wilgotność powietrza 60%, a średnie dzienne wahania temperatury dochodzą do 10 °C.

## Pokarm
Żółwie egipskie żywią się kwiatami i liśćmi roślin jednorocznych (np. hibiskusa, opuncji). W diecie powinno się uwzględniać niską zawartość białka i węglowodanów oraz wysoki poziom błonnika. Nie wolno go karmić mięsem, nabiałem, warzywami czy owocami, jest to niebezpieczne dla zdrowia żółwia i może się przyczynić do jego śmierci.

## Terrarium
Terrarium powinno być jak największych rozmiarów, ponieważ żółwie egipskie, podobnie do innych żółwi, najlepiej czują się w dużych przestrzeniach. Najlepszym podłożem do terrarium dla tego gatunku żółwia jest ilasto-gliniasty piasek, który symuluje podłoże ich naturalnego środowiska. Podstawowym elementem wyposażenia powinno być również oświetlenie: świetlówka emitująca promieniowanie UV-B (8–10%) oraz tzw. lustrzanka (40–60W). Pomimo że Testudo kleinmanni pochodzi z bardzo suchych obszarów, to w wyposażeniu jego terrarium musi również znaleźć się zbiornik z wodą – na tyle duży, by cały żółw się w nim zmieścił i na tyle płytki, by poziom wody był poniżej jego głowy. Zbiornik ten powinien być z materiału, którego żółw nie wywróci przy wchodzeniu do niego – najlepiej ceramika (i najlepiej unikać plastikowych pojemników).